# Huansu
Huansu — марка автомобилей, выпускавшихся с 2014 по 2021 год.

## История
Марка Huansu была зарегистрирована в 2014 году компанией Yinxiang Group из Чунцина, принадлежащей компании Beijing Automotive Group. Последние автомобили марки Huansu сошли с конвейера в 2021 году.
Некоторые веб-сайты называют марку Huansu брендом. Также существуют мнения, что Huansu — всего лишь суббренд, однако это противоречит ежегодным объявлениям Beijing Motor Corporation, где бренд указан как Beijing, но не BAIC или Beiqi. Модели Huansu не упоминаются в этих сообщениях, что вызывает предположения, что автомобили не продаются под названием Beijing Huansu.

## Модельный ряд
| Модель    | Начало выпуска   | Конец выпуска   |
| --------- | ---------------- | --------------- |
| Huansu H2 | 2015 г.          | Июнь 2021 г.    |
| Huansu H3 | 2015 г.          | Август 2019 г.  |
| Huansu H5 | Сентябрь 2017 г. | Июль 2019 г.    |
| Huansu H6 | Декабрь 2016 г.  | Апрель 2018 г.  |
| Huansu S2 | 2014 г.          | Январь 2020 г.  |
| Huansu S3 | 2014 г.          | Июнь 2021 г.    |
| Huansu S5 | Январь 2017 г.   | Ноябрь 2019 г.  |
| Huansu S6 | 2015 г.          | Февраль 2020 г. |
| Huansu S7 | Октябрь 2017 г.  | Декабрь 2019 г. |

- Huansu H2
- Huansu H3
- Huansu H5
- Huansu H6
- Huansu S2
- Huansu S3
- Huansu S5
- Huansu S6
- Huansu S7